# Trogocrada
Trogocrada is een geslacht van vlinders van de familie slakrupsvlinders (Limacodidae).

## Soorten
- T. atmota Janse, 1964
- T. deleter Tams, 1953
- T. deletor Tams, 1953
- T. dimorpha Janse, 1964